# Josef Hofmiller
Josef Max Maria Hofmiller (* 26. April 1872 in Kranzegg; † 11. Oktober 1933 in Rosenheim) war ein deutscher Essayist, Kritiker, Übersetzer und Gymnasiallehrer.

## Leben

### Schule und Studium
Josef Hofmiller wurde als Sohn eines Lehrers im Allgäu geboren, besuchte die Gymnasien in Scheyern und Freising und legte 1890 das Abitur am Wilhelmsgymnasium München ab. Schon früh las er Schriften der Philosophen Arthur Schopenhauer und Friedrich Nietzsche. Er studierte zunächst Theologie und Philosophie, dann Germanistik und Neuphilologie an der Ludwig-Maximilians-Universität München, wo er 1894 das Staatsexamen als Gymnasiallehrer für Französisch und 1896 für Englisch ablegte. 1902 erfolgte seine Promotion zum Dr. phil. (Die ersten sechs Masken Ben Jonson's in ihrem Verhältnis zur antiken Literatur).

### Laufbahn als Lehrer
1894 wurde er Präfekt und Realschulassistent. Danach war Hofmiller Reallehrer in Freising, ab 1903 an der Kgl. Luitpold-Kreisrealschule. 1907 wurde er Gymnasialprofessor in Freising. Von 1912 bis 1921 lehrte er am Ludwigsgymnasium in München, wohnhaft in der Kirchenstraße in Haidhausen, und ab 1922 war er Konrektor am Humanistischen Gymnasium Rosenheim. Die Revolutionsregierung unter Kurt Eisner und die Münchner Räterepublik lehnte er entschieden ab. Berufungen als Kritiker nach Berlin und als Professor der Romanistik nach Köln nahm er nicht an.

### Tätigkeit als Schriftsteller
Hofmiller verfasste Essays, Musik-, Theater- und Literaturkritiken (z. T. als ständiger Mitarbeiter) in Zeitungen und Zeitschriften wie Münchner Allgemeine Zeitung, Münchner Neueste Nachrichten, Die Zukunft, Der Kunstwart. Er war Mitbegründer und Herausgeber der Süddeutschen Monatshefte. Er wirkte als Herausgeber von Anthologien deutscher und fremdsprachiger Dichtungen und gab in den Reihen Bücher der Bildung und Schönste Erzählungen des Langen-Verlages 16 Einzelbände heraus. Er arbeitete mit an den Altöttinger Heimatbüchern. Zudem verfasste er Übersetzungen aus dem Französischen und dem Englischen, sowie Briefe, pädagogische, historische und politische Abhandlungen u. v. m.

### Hofmiller als Nietzsche-Forscher
Josef Hofmiller hat eine gewisse Bedeutung für die frühe Geschichte des Nietzsche-Archivs und für die deutschsprachige Nietzsche-Rezeption.
Einerseits war er ab 1894 in brieflichem und persönlichem Kontakt mit Heinrich Köselitz, dann mit dem von 1894 bis 1897 am Nietzsche-Archiv angestellten Herausgeber Fritz Koegel, ab 1895 auch mit Elisabeth Förster-Nietzsche; 1904 begann auch ein Briefwechsel mit Ernst Holzer, einem angesehenen Gelehrten, der zeitweise am Nietzsche-Archiv arbeitete. Besonders diese Briefwechsel sind heute eine wertvolle Quelle über die frühe Geschichte des Nietzsche-Archivs. So erhielt Hofmiller noch von Koegel selbst Auszüge aus den „Koegel-Exzerpten“, für deren Echtheit er 1909 eintrat. Ernst Holzer unterrichtete Hofmiller über Vorgänge im Archiv und ließ sich offen über Förster-Nietzsches Fälschungen und ihre charakterlichen und geistigen Mängel aus. Hofmillers Nachlass kam durch Vermittlung des kritischen Nietzsche-Forschers Erich Podach in die Universitätsbibliothek Basel und wurde von Podach in seinen Nietzsche-Schriften benutzt. Hofmiller kann damit dem weiteren Umkreis der „Basler Tradition“ der Nietzsche-Forschung zugeordnet werden.
Andererseits sind auch einige von Hofmillers eigenen Schriften, besonders ein langer Aufsatz von 1931, von Bedeutung für die Nietzsche-Rezeption.
Hofmiller hatte sich in der Zeit von 1895 bis 1909 mit Rezensionen und Essays an Diskussionen um Nietzsche beteiligt. Dabei lobte er zunächst die Arbeit des Archivs und Förster-Nietzsches emphatisch, ging aber nach den ersten Auseinandersetzungen im Archiv auf Distanz, ohne den höflichen Kontakt mit Förster-Nietzsche abzubrechen. 1909 nutzte er schließlich eine Besprechung des eben vom Archiv herausgegebenen Briefwechsels zwischen Nietzsche und seiner Mutter und Schwester zu einer grundsätzlichen Kritik an der Arbeit des Archivs. Danach schwieg er – von einem eher unwichtigen Artikel 1919 abgesehen – bis zum Jahr 1931 über Nietzsche.
1931 veröffentlichte er in einer Sondernummer der Süddeutschen Monatshefte einen langen Essay, in dem er nicht nur das Nietzsche-Archiv, sondern auch Nietzsche selbst einer scharfen Kritik unterzog. Er verwarf alle üblicherweise herausgestellten „Hauptbegriffe“ von Nietzsches Philosophie (Ewige Wiederkunft, Übermensch, Wille zur Macht, Herrenmoral und Sklavenmoral, Apollinisch und Dionysisch) und kam nach einer längeren Analyse zu dem Schluss, dass Nietzsches späte Philosophie nur vor dem Hintergrund einer bei diesem seit langem vorhandenen, latenten Geisteskrankheit zu verstehen ist. Bei aller Kritik zeigte er aber eine tiefe Verbundenheit mit Nietzsche. Im selben Jahr lieferte sich Hofmiller noch eine Kontroverse mit Alfred Baeumler, der als Herausgeber einer neuen Nietzsche-Ausgabe aufgetreten war.
Der Aufsatz erregte einiges Aufsehen dadurch, dass er zwei der bislang unterdrückten Stellen in Der Antichrist bekannt machte – sie waren Hofmiller 1894 von Köselitz mitgeteilt worden. Kurt Tucholsky erwähnte Hofmillers Aufsatz lobend, obwohl er schon wegen deren politischer Rechtslastigkeit weder von den Süddeutschen Monatsheften noch von Hofmiller viel hielt.
Die prägnanten Schlussworte seines Aufsatzes erlangten einige Bekanntheit:
Was bleibt dann von Nietzsche? Es bleibt genug. Es bleibt mehr und Wertvolleres als ein System, das nie eines war.

Es bleibt der Kritiker und Diagnostiker der Zeit. Es bleibt, nicht im deutschen Wortgebrauch, sondern im französischen, der Moralist: der Miniaturist und Außenseiter der Philosophie, der Aphoristiker. Bleiben werden am längsten die drei mittleren Werke: „Menschliches, Allzumenschliches“, „Morgenröte“, „Die fröhliche Wissenschaft“. Bleiben werden les plus belles pages, wie die Franzosen ihre feinen Auswahlen nennen. Bleiben werden Einzelheiten: Beobachtungen, Einfälle, Gedanken, Stimmungen, Maximen und Reflexionen, insoweit und weil sie unabhängig sind von seinem vermeintlichen System. Bleiben wird der Künstler, bleiben der Dichter.

## Werke
Eine ausführliche Literaturliste mit Werken von und über Hofmiller findet sich in der Biographie, verfasst von H. Werner. Viele seiner Werke wurden erst nach seinem Tode von seiner Witwe Hulda Hofmiller in Buchform veröffentlicht. Sie widmete das Revolutionstagebuch dem „jungen Großdeutschland“.
Auswahl von Einzeltiteln:
- Revolutionstagebuch 1918/19 aus den Tagen der Münchner Revolution. Digitalisat
- Ausgewählte Briefe
- Versuche
- Letzte Versuche
- Zeitgenossen
- Wohltäter der Menschheit
- Wege zu Goethe
- Fontanes Lebenskunst
- Altbayerische Sagen
- Bayernbüchlein
- Der König reist durch sein Bayernland (1925)
- Südlich des Mains
- Von Dichtern, Malern und Wirtshäusern
- Wanderbilder und Pilgerfahrten
- Drei Aufsätze zur Schulreform
- Vom alten Gymnasium
- Form ist alles. Aphorismen zu Literatur und Kunst
- Über den Umgang mit Büchern, A. Langen, München (1927)
- Chansons d'amour
- Contes de ma mère l'oie
- Franzosen Essays
- Manon Lescaut
- Ballads and songs of love
- Sonnets

## Politische Haltung
Josef Hofmiller war Unterzeichner des Gründungsaufrufs vom 2. Oktober 1917 für den bayerischen Landesverband der rechtsextremen und protofaschistischen Deutschen Vaterlandspartei (DVLP), die sich während des Ersten Weltkriegs für einen kompromisslosen Siegfrieden des Deutschen Reiches und die Annexion Belgiens, Luxemburgs, Hollands, der baltischen Ostseeprovinzen sowie von Teilen Frankreichs, Polens, der Ukraine und Weißrusslands einsetzte.

## Sonstiges
In Freising wurde das Josef-Hofmiller-Gymnasium nach ihm benannt.